# Grand Slam of Ultrarunning
Большой Шлем Ультрараннинга — серия из четырёх самых престижных 100-мильных забегов, проводимых в США, и включающая Вестерн Стейтс в Калифорнии, Вермонт 100 в Вермонте, Уосатч Фронт 100 в Юте и Ледвилл Трейл 100 в Колорадо. Только небольшому количеству человек получается преодолеть все четыре трассы в один календарный год. Изначально Большой Слэм включал забег Олд Доминьон 100, а не Вермонт 100, и до того как Олд Доминьон убрали из серии, у участников был выбор между этими двумя забегами.
Термин также используется при успешном завершении за один календарный год пробегов серии 4 Пустыни, каждый по 250 км. Подобное достижение удалось совершить только 11 спортсменам.

## История
В 1986 году Том Грин, 35 лет, из Мэриленда стал первым, кто пробежал весь Большой Шлем, с общим временем в 96 часов, 26 минут и 28 секунд. На тот момент в Северной Америке было только 4 стомильных забега: Олд Доминьон 100 в Вирджинии, Вестерн Стейтс, Ледвилл и Уосатч. В 1987 году ещё два спортсмена пробежали всю серию и три в 1988. В 1989 году в серию был включён Вермонт 100, и участники могли выбирать между ним и Олд Доминьон. В 2003 году Олд Доминьон был исключён из серии. В 2008 Вестерн Стейтс был отменён из-за лесных пожаров, и вместо него в серию был включён Arkansas Traveller 100.
Каждый год в Большом Шлеме принимают участие около десятка спортсменов. Допуск ограничен жеребьёвками на Вестерн Стейтс и Уосатч. С 1986 по 2012 в серии официально финишировало 266 человек, и ещё 22 в 2013. По состоянию на 2012 год рекорд по прохождению серии принадлежит Нилу Горману, 33 года, из Федерального округа Колумбия со временем 74:54:16 в 2010 году. В 2013 году Йэн Шэрман, 33 года, из Орегона установил новый рекорд в 69:49.38. В 2015 году Дзюнко Кадзукава пробежала всю серию Большого Шлема, а также серию Ледвумен, ставшая первой, кто пробежал обе серии за один календарный год.

## Разногласия
Допуск к участию в Большом Шлеме производится спортивным комитетом Уосатч Фронт 100, который также является последним забегом серии, и обычно проводится в начале сентября. В 2012 году взнос составил 80$, он должен быть оплачен до старта первого забега (Вестерн Стейтс) в конце июня. Зарегистрированным участникам, которые финишировали в первых трёх забегах, гарантируется допуск на Уосатч без необходимости участия в жеребьёвке. Спортсмены, которые преодолели все четыре трассы, но не зарегистрировались в серии, не признаются официально. Список так называемых «скрытных» участников вёлся на https://web.archive.org/web/20120715180450/http://run100s.com/stealth.htm 
| Год  | Имя                            | Олд Доминьон | Вестерн Стейтс | Вермонт  | Ледвилл  | Уосатч   | Общее время |
| ---- | ------------------------------ | ------------ | -------------- | -------- | -------- | -------- | ----------- |
| 2002 | Сэм Волтаджио, 51, Техас       | 25:19.00     | 28:59.24       | 26:08.21 | 29:00.46 | 34:27.21 | 117:46.31   |
| 2004 | Роб Эпл, 43, Теннесси          |              | 29:11.37       | 28:46.07 | 29:07.32 | 35:08:24 | 122:13.40   |
| 2005 | Роб Эпл, 44, Теннесси          |              | 28:48.32       | 27:43.32 | 29:42.28 | 35:15:46 | 121:30.18   |
| 2010 | Пит Стивенсон, 37, Коннектикут |              | 18:58.42       | 21:48.28 | 24:36.46 | 32:56.19 | 98:20.15    |
| 2013 | Ник Кларк, 39, Коннектикут     |              | 16:56.23       | 15:54.32 | 17:06.29 | 20:24.26 | 70:21.50    |

30 августа 2013 года эта страница была удалена ввиду того, что Ник Кларк тогда бы установил рекорд прохождения забегов серии, не будучи официально зарегистрированным, когда проводился Уосатч 100 6-7 сентября 2013. Более того, на сайт http://www.run100s.com/gs.htm Архивная копия от 22 июля 2017 на Wayback Machine  был добавлен следующий текст:

: СООБЩЕНИЕ ОТ КОМИТЕТА GRAND SLAM OF ULTRARUNNING™ И СПОРТИВНОГО КОМИТЕТА ЗАБЕГА УОСАТЧ 100

Комитет Большого Шлема Ультрараннинга (Grand Slam of Ultrarunning™) и комитет Уосатч Фронт 100 не одобряет, не признаёт и не регистрирует официально бегунов и показанное ими время, участвующих в так называемом «неофициальном» большом шлеме ультрараннинга. Также мы не оказываем помощи или поддержки тем, кто стремится попасть в подобный список участников.

Мы продолжаем признавать, аплодировать и награждать бегунов, кто официально зарегистрировался и пробежал всю серию Большого Шлема Ультрараннинга (The Grand Slam of Ultrarunning™).

Также мы хотим напомнить всем, кто имеет отношение к термину «Grand Slam of Ultrarunning™», что он является торговой маркой организации «Grand Slam of Ultrarunning™», и только тем, кто официально зарегистрировался и финишировал в серии забегов, дано право использовать его в любой форме (включая ту, что может привести к путанице) в отношении своих спортивных достижений.
Кирен МакКарти усомнилась в легитимности действий комитета Уосатч в присвоении себе прав на обладание торговой марки, отмечая, что другие забеги серии открыты для всех желающих и что торговая марка не является зарегистрированной.